# Alex G
Alexander Giannascoli, född 3 februari 1993, mest känd under sitt artistnamn Alex G eller tidigare (Sandy) Alex G, är en amerikansk artist från Philadelphia, Pennsylvania i USA. Han inledde sin karriär som DIY-artist med utgivningar på Bandcamp. 
Han började få uppmärksamhet med sin första studioskiva DSU, som utgavs på Orchid Tapes och fick ett varmt mottagande från kritikerkåren. Han gav sedan ut studioalbumen Rules och Trick på skivbolaget Lucky Number. 2015 släppte han sin första skiva på Domino Records, Beach Music, vilken följdes av Rocket 2017. 2019 släpptes hans album House of Sugar, följt av nionde studioalbumet God Save the Animals 2022. Hans låt "Treehouse" från 2011, med Emily Yacina som sångare, blev under 2020 viral på Tiktok vilket ledde till att Alex G fick möjligheten att stå för huvudlåten åt filmen We’re All Going to the World’s Fair.

## Diskografi

### Studioalbum
- 2010 – Race
- 2011 – Winner
- 2012 – Rules
- 2012 – Trick
- 2014 – DSU
- 2015 – Beach Music
- 2017 – Rocket
- 2019 – House of Sugar
- 2022 – God Save the Animals